# Walrencea globosa
Walrencea globosa is een spinnensoort in de taxonomische indeling van de kraamwebspinnen (Pisauridae).
Het dier behoort tot het geslacht Walrencea. De wetenschappelijke naam van de soort werd voor het eerst geldig gepubliceerd in 1979 door Blandin.